# Disposição de esgoto no solo

## Introdução
A aplicação de efluentes no solo é uma maneira alternativa para a disposição de resíduos, bem como controle biológico de poluentes. Além disso, evita a disposição direta de efluentes não tratados no solo. Este métodos também contribui de forma significativa para o fornecimento de nutrientes ao solo.
É uma das práticas mais antigas de tratamento, destino final ou reciclagem de efluentes. Na inglaterra do Séc. XIX esta técnica era empregada nas famosas ‘’Fazendas de Esgotos’’, sendo esta técnica posteriormente abandonada com o crescimento das cidades e surgimento de alternativas mais sofisticadas.
Entretanto, problemas com a escassez hídrica, deterioração dos mananciais de água, limitações tecno-financeiras para desenvolvimento de novas técnicas, elevado custo de insumos agropecuários foram responsáveis por renovar os interesses relacionados a disposição de efluentes nos solos como forma de tratamento.
Países como Israel, problemas com a escassez de água favorecem o uso da técnica de aplicação de resíduos no solo como alternativa ao descarte de efluentes nos corpos hídricos.
O solo é sistema no qual tem presente uma vasta diversidade de microrganismos com gradientes físico químicos. A ação dos microrganismos presentes nos solos e das plantas são os principais fatores de remoção de microrganismos que chegam do efluente ao solo.
A ação do solo pode ser associada ao de um filtro, ocorrendo processos físico, químicos e biológicos promovendo um alto nível de tratamento em virtude da retenção dos poluentes.

## Tratamento

### Infiltração Lenta ou Fertirrigação
Os esgotos, ao serem aplicados no solo, fornecem água e nutrientes essenciais aos crescimento e desenvolvimento de plantas. Na infiltração lente, parte do efluente sofre evaporação, parte sofre percolação no solo e parte dele é absorvido pelas plantas. As taxas de aplicação do efluente no solo devem ser baixas e o efluente pode ser aplicado no solo de diferentes formas, como: aspersão, alagamento, e métodos da crista e vala.

### Infiltração Rápida
Neste método de disposição do esgoto no solo, os efluentes são dispostos em bacias rasas, de forma que o líquido passe pelo fundo poroso e sofra percolação no solo. As taxas de evaporação são menores devido às maiores taxas de aplicação do efluente, que deve ser intermitente, proporcionando, assim, períodos de descanso para o solo. Os tipos mais comumente empregados são: percolação para água subterrânea, recuperação por drenagem subsuperficial e recuperação por poços freáticos.

### Infiltração Sub-superficial
Na infiltração Sub-superficial, o esgoto pré-decantado é aplicado abaixo do nível do solo. Os locais de infiltração são preenchidos com meio poroso. Assim, ocorre o tratamento do efluente. Os principais tipos são as valas de infiltração e sumidouros.

### Escoamento Superficial
No escoamento superficial, o efluente é distribuído na parte superior do solo que apresente certa declividade e assim, escoa até ser coletado por valas na parte inferior. Neste método, a aplicação deve ser intermitente. Os tipos de aplicação são: aspersores de alta pressão, aspersores de baixa pressão e tubulações ou canais de distribuição com aberturas intercaladas.

## Microorganismos
A microbiota do solo é extensa, apresentando diversas espécies de microorganismos, como bactérias e fungos, que podem varias entre 106 a 109 células por centímetro cúbico, além de grande diversidade de plantas. O solo é um habitat natural para uma enorme variedade de microrganismos, esse conjunto é chamado de microbiota do solo e tem inúmeras funções vitais para o ecossistema.
Apesar do  enorme potencial para a degradação do meio meio ambiente,a prática de disposição de efluente em solo é a mais adequada possível  devido às condições renováveis de tratamento, desde que seja realizada de maneira adequada.[carece de fontes?]